# 新開裕司
新開 裕司（しんかい ゆうじ、1968年〈昭和43年〉8月22日 - ）は、日本の政治家。参政党所属の福岡市議会議員（1期）、参政党元ボードメンバー。元衆議院議員（1期）。

## 経歴
福岡県福岡市生まれ。奈良屋小学校、博多中学校、福岡大学附属大濠高等学校を経て、1992年、国立音楽大学音楽学部声楽科卒業。音楽教員免許取得。在学中にザルツブルク・モーツァルテウム音楽院サマーアカデミー修了。
1992年、実家で喫茶店のシャポーに入社。1994年、パティシエとしてフランスに渡る。1997年、帰国。2002年、福岡青年会議所入会。2004年、同常任理事。2008年、同理事長。2010年、衆議院議員古賀誠秘書。
2012年11月21日、自民党福岡県連が、党本部に福岡1区の公認候補として申請。その後、県連最高顧問の麻生太郎元首相らから「選考過程が不透明だ」と異論が上がった。同年11月29日、安倍晋三総裁と武田良太県連会長が協議した結果、福岡1区の公認候補は福岡県議会議員の井上貴博に決定し、新開は比例九州ブロックに回ることになった。同年12月16日、第46回衆議院議員総選挙の比例九州ブロック単独36位で初当選。
2014年の第47回衆議院議員総選挙では、福岡1区の公認問題は決着がつかず、井上貴博も新開も無所属で立候補。岸田文雄や宮澤洋一ら岸田派の有力政治家が応援に入ったが、井上が再選を果たし、新開は落選した。
2019年4月、第19回統一地方選挙（福岡市議会議員選挙に博多区選挙区（定数9）より、自民党推薦の無所属で立候補したが、候補者11人中11番目の得票数で落選した。
2022年2月、政治団体参政党の福岡県支部長に就任。
2023年3月31日、第20回統一地方選挙（福岡市議会議員選挙に博多区選挙区（定数9）より参政党公認候補として立候補を表明した。同年4月9日、3874票（得票率6.6%）を得て、9位で当選した。これにより、参政党は福岡市議会で初の議席を獲得した。

## 所属していた団体・議員連盟
- TPP交渉における国益を守り抜く会

## 不祥事
- 2019年4月の福岡市議選後、新開陣営の運動員が、票の取りまとめなどの報酬として、有権者に飲食の接待をした公職選挙法違反（買収、事前運動）の疑いで逮捕された[9][10]。

## 旧統一教会との関係
2019年には、「世界平和統一家庭連合」（旧称：世界基督教統一神霊協会　通称：統一協会・統一教会）の主催する記念行事に参加して祝辞を述べ、日韓海底トンネルを推進する発言をした。

### なりすまし被害
2022年8月8日、何者かが新開の名を騙り、「旧統一教会の式典で元衆議院議員として偉大なる韓鶴子様に韓日トンネルへの賛意と、祝辞を述べさせていただきました」などと書かれたビラを博多区内の住宅に約200部投函。新開は刑事告発を行い、同年10月には日本維新の会に所属する堀本和歌子福岡市議がビラを投函したとして福岡県警察から私文書偽造の疑いで事情聴取を受けた。10月28日に堀本は頒布を認め、議員辞職した。2019年の市議選での堀本と新開の票差は124票であり、2023年に予定される市議選にも新開が立候補を予定していることから対立候補である新開になりすましビラを投函したとみられる。
新開は式典であいさつしたことは事実と認めたうえで、「どういう団体であったのか確認せずに接点を持たしていただいていた。違った意味で反省しないといけない」と述べ、今後は同団体について「接点を持つことはございません」と述べた。
堀本は辞職した際の会見で、ビラを頒布した際に車を運転していたのは維新の岩本壮一郎・福岡市議候補（早良区）であると明かしており、10月31日に維新の県総支部は岩本について公認取り消しなどの処分を党本部に要請。12月17日に維新は岩本の公認を同月8日付で取り消したと発表。同県総支部は、岩本に対し3ヶ月の党籍停止処分も決めた。
2023年4月の市議選の博多区で新開は初当選を果たし、無所属で出馬した堀本と岩本は落選した。
2023年5月26日、福岡県警察は堀本を有印私文書偽造・同行使容疑で、岩本を偽造有印私文書行使容疑で書類送検した。福岡地検は同年6月30日付で堀本ら2人を嫌疑不十分で不起訴処分にした。